# All This Time (песня)
«All This Time» (с англ. — «Всё это время») — композиция британского рок-музыканта Стинга, выпущенная в самом начале 1991 года на лейбле A&M Records. Песня была издана в качестве первого сингла альбома The Soul Cages и добилась наибольшего успеха среди всех синглов этой пластинки. Так, она заняла 5-е место в американском чарте Billboard Hot 100, а также добралась до вершины Mainstream и Modern Rock Tracks.

## Тематика песни
Текст песни ссылается на смерть отца Стинга (умер в 1987 году) посредством метафоры главного героя — юноши по имени Билли, который хочет похоронить отца в море, а не по традиционным католическим канонам. Сам музыкант так комментировал сюжет песни: 
Два священника стоят на смертном одре отца Билли — он был ранен в результате несчастного случая на верфи — но Билли не хочет [традиционного] предложенного ими ритуала, он хочет забрать своего отца и похоронить его в море.

Несмотря на мрачное содержание песни, её динамичная мелодия диссонирует с жутким сюжетом. По словам музыканта: 
Песня посвящена смерти моего отца, так что это довольно мрачная запись, но в этой песне [депрессивные] слова разбавляются довольно весёлой мелодией. Время от времени мне нравится делать подобные вещи — сочетать мрачный сюжет с воодушевляющей музыкой. Нет, песня не базируется на сне. Несмотря на то, что её текст кажется сюрреалистичным, все эти образы сохранились во мне благодаря родному городу: паромы, священники, шайрские лошади. Я вырос на верфях. И я хотел сбежать оттуда. Я полагаю, что это было довольно сюрреалистичное место. Это пейзаж моих снов.
Выдуманный персонаж, Билли, также упоминается в тексте вступительной песни The Soul Cages «Island Of Souls».

## Музыкальное видео и концертные исполнения
Музыкальное видео продолжает тему ироничного чёрного юмора песни. Действие клипа происходит на корабле, в его съёмках участвовали: актриса Мелани Гриффит в роли маникюрщицы, а также жена Стинга — Труди Стайлер, одетая в наряд французской горничной. Помимо этого в нём воссоздана сцена с переполненной каютой из фильма «Вечер в опере» братьев Маркс.
«All This Time» была открывающей песней во время гастролей Стинга в поддержку альбома The Soul Cages. После этого песня не исполнялась до 2000 года, когда музыкант вновь включил её в концертный сет во время турне приуроченного к выходу пластинки Brand New Day. В честь этой композиции был назван концертный альбом …All This Time записанный 11 сентября 2001 на вилле Стинга в Тоскане.

## Список композиций
7" single / Cassette
1. «All This Time» — 3:59
2. «I Miss You Kate» — 3:48

12" maxi
1. «All This Time»
2. «King of Pain» (live)

CD maxi
1. «All This Time» — 4:02
2. «I Miss You Kate» — 3:44
3. «King of Pain» (live) — 7:14

## Чарты
| Чарт (1991)                            | Высшая позиция |
| -------------------------------------- | -------------- |
| Australian ARIA Singles Chart          | 26             |
| Austrian Singles Chart                 | 23             |
| Canadian Singles Chart                 | 1              |
| Denmark (IFPI)                         | 10             |
| Dutch Mega Top 100                     | 22             |
| French SNEP Singles Chart              | 21             |
| German Singles Chart                   | 23             |
| Irish Singles Chart                    | 13             |
| Norwegian Singles Chart                | 7              |
| Swiss Singles Chart                    | 18             |
| UK Singles Chart                       | 22             |
| US Billboard Hot 100                   | 5              |
| US Billboard Adult Contemporary Tracks | 9              |
| US Billboard Album Rock Tracks         | 1              |
| US Billboard Modern Rock Tracks        | 1              |

| Чарт (1991)              | Позиция |
| ------------------------ | ------- |
| Canada Top Singles (RPM) | 9       |
| US Billboard Hot 100     | 92      |